# Vincy Chan
Vincy Chan (nacida el 16 de octubre de 1982) es una cantante cantopop hongkonesa. Antes de la entrega de Hong Kong a China por el Reino Unido, su familia salió de Hong Kong y se trasladaron a Singapur cuando era una niña. Ella firmó contrato con "Entertainment Group" y debutó con su primer álbum homónimo "Vincy" el 27 de julio de 2006.
Asistió a la Escuela Secundaria de Dunman en Singapur. Chan fue una de las 24 mejores concursantes de "Project Superstar", un concurso de canto organizado en Singapur y celebrada en junio del 2005, después de graduarse de la Universidad Tecnológica de Nanyang. También fue  subcampeona y ganó el premio "Most Popular Image" en "Emperor Entertainment Group's New Talent Singing Awards" en el 2005. Más adelante, ella se hizo conocer por el público en Hong Kong cuando interpretó una canción titulada 'My Feelings' (chino : 感應), una versión cantonesa perteneciente a la cantante Freya Lin 一個 人 生活'.
Chan lanzó un álbum de estudio titulado "Flowers Without Snow" (chino: 花 無 雪) en febrero del 2007, que interpretó otra canción de la versión cantonesa titulada "Yuki no Hana". Perteneciente a la cantante Mika Nakashima.

## Discografía
(2006) Vincy 感應
(2007) Flowers Without Snow 花無雪
(2007) Close To You
(2008) Just Want To Know More 多想認識你
(2008) Pieces of V
(2009) More Vincy 多一點 泳兒
(2009) Vincy's Precious 私人珍藏
(2010) Foreseen?... Encounter。 預見? ...遇見。
(2010) Vin'Selection (New + Best Selections)
(2011) Happy Tears 快樂眼淚
(2011) Almost An Open Secret 半公開的秘密
(2012) Where I Touch The Sky 接近天空的地方
(2013) Free 我自在
(2014) Love & Lovesongs 愛情歌